# Fritz Balmer
Fritz Balmer – szwajcarski strzelec, mistrz świata.
Podczas swojej kariery Fritz Balmer zdobył dwa medale na mistrzostwach świata. Wszystkie wywalczył w drużynowym strzelaniu z pistoletu dowolnego z 50 m, wygrywając złoty medal na turnieju w 1927 roku (skład zespołu: Fritz Balmer, Robert Blum, Wilhelm Schnyder, August Wiederkehr, Fritz Zulauf) i srebrny medal na zawodach w 1925 roku (skład drużyny: Fritz Balmer, Robert Blum, Hans Hänni, Fritz König, Wilhelm Schnyder). Podczas turnieju w 1927 roku uzyskał najsłabszy rezultat w szwajcarskiej drużynie (495 pkt.).

## Medale mistrzostw świata
Opracowano na podstawie materiałów źródłowych:
| Mistrzostwa     | Konkurencja                       | Wynik                             | Miejsce |
| --------------- | --------------------------------- | --------------------------------- | ------- |
| St. Gallen 1925 | Pistolet dowolny, 50 m, drużynowo | 2465 pkt. (druż.)                 |         |
| Rzym 1927       | Pistolet dowolny, 50 m, drużynowo | 2573 pkt. (druż.) 495 pkt. (ind.) |         |